# Choklad

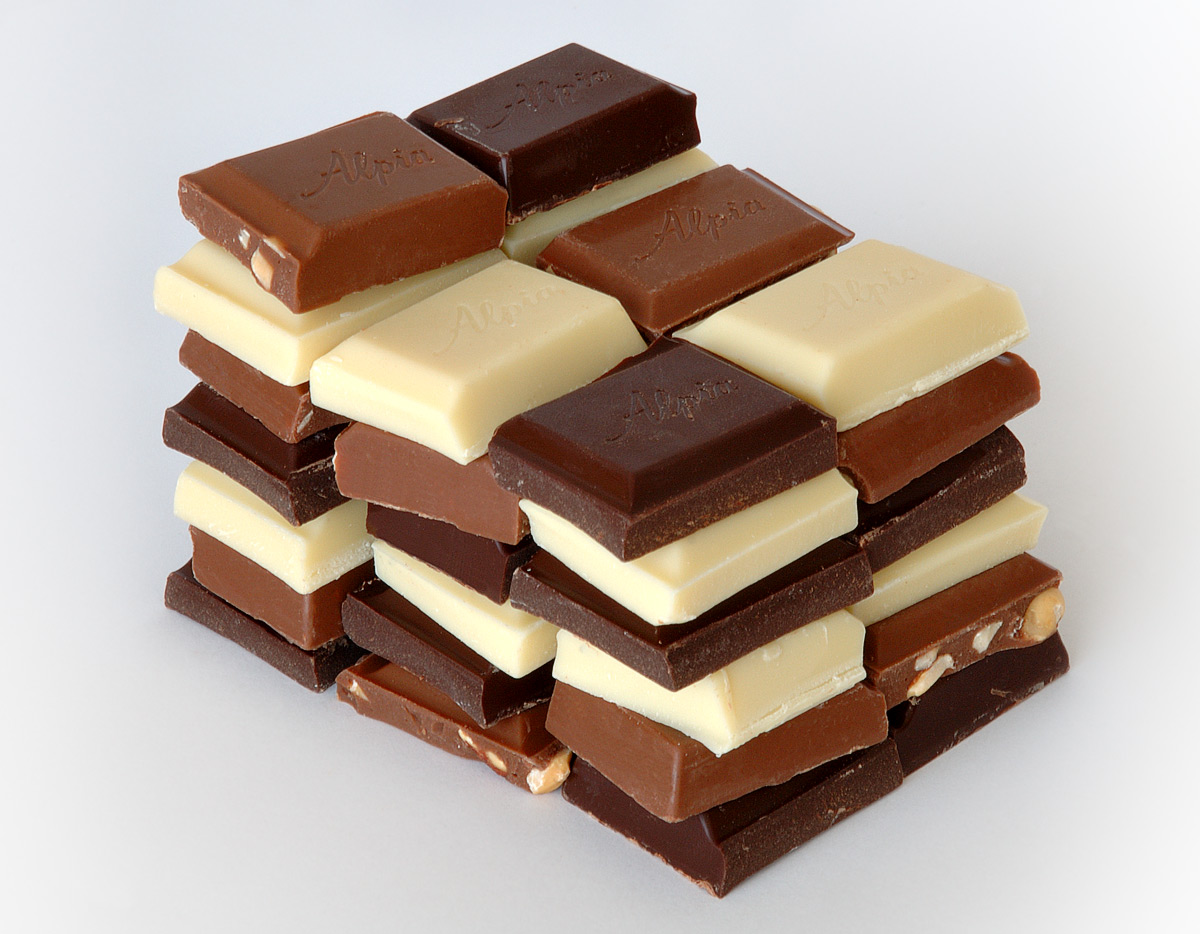
Olika sorters choklad: Mjölkchoklad, choklad med nötter, mörk choklad och vit choklad.

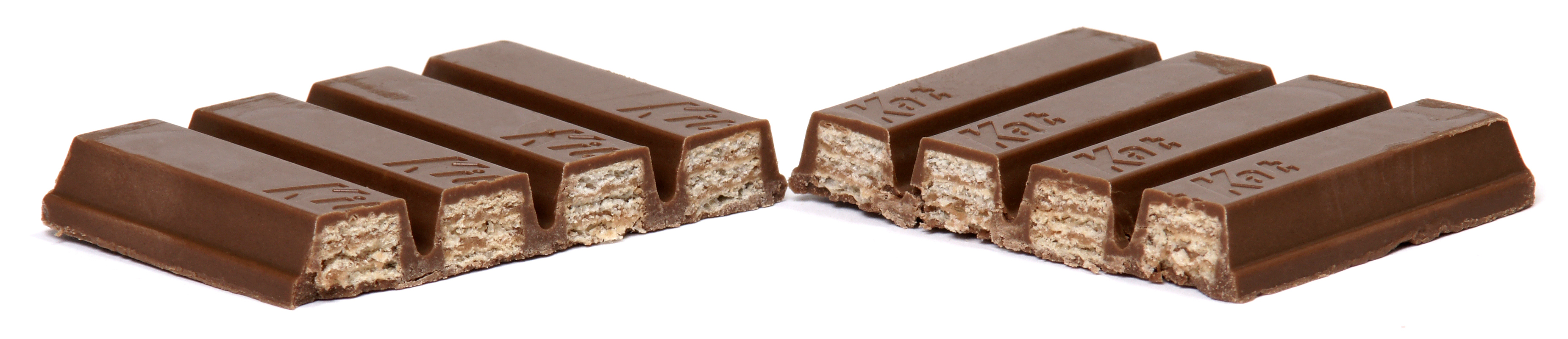
Kit Kat är kex inneslutna i choklad.

Choklad är ett samlingsnamn för livsmedel baserade på kakaobönan. Bönan framställs av kakaoträdets (Theobroma cacao) frukt. Kakaoträdet har odlats i Mellanamerika åtminstone sedan 600-talet av mayafolket. Bönorna tros ha använts i åtminstone 2 500 år. Till Europa togs choklad första gången 1502 av Christofer Columbus, och Spanien etablerade tidigt ett monopol på import. Först förtärdes chokladen i form av chokladdryck, och chokladhus som sålde drycken öppnade på många ställen i Europa. 1828 upptäckte man hur man kunde framställa pulver av kakaobönorna, vilket ledde till att den första chokladkakan tillverkades 1847.
Många typer av choklad innehåller förutom kakao, i form av kakaomassa eller kakaosmör, även socker. Mörk choklad innehåller i huvudsak kakaomassa, medan vit choklad består av kakaosmör. Den kan vara flytande, pasta eller i block, eller användas som en smaksättare i annan mat.
När mjölk ingår i blandningen kallas den mjölkchoklad. Choklad används som tilltugg, i bakverk, glass, dryck eller sötsaker, men kan även användas som krydda i matlagning. Idag används huvudsakligen tre olika sorters kakaobönor vid tillverkningen av choklad.

## Etymologi
Ordet choklad är känt i svenskan från 1688. Det kommer från det spanska ordet chocolate, med samma betydelse. Var ordet chocolate ursprungligen härstammar ifrån är omdiskuterat. Ett möjligt ursprung är från språket nahuatls xocolatl, bildat från xococ eller xocolli som betyder bitter och atl som betyder vatten, således bittert vatten. Karen Dakin och Søren Wichmann menar att det är ett nyord, en möjlig hybrid mellan maya och nahuatl, på grund av att det först uppträder sent i Mexikos koloniala källor. Ordet användes då först för att beskriva ett verktyg, en visp, kallad chicol-li, som man använde för att tillaga en skummig chokladdryck med. Denna dryck kan ha haft namnet chicolatl, vilket då betyder vispad dryck.
Ordet kakao kommer från aztekernas cacahuatl, som i sin tur motsvaras av kakaw från olmekcivilisationen 1000 år f.Kr.

## Historik

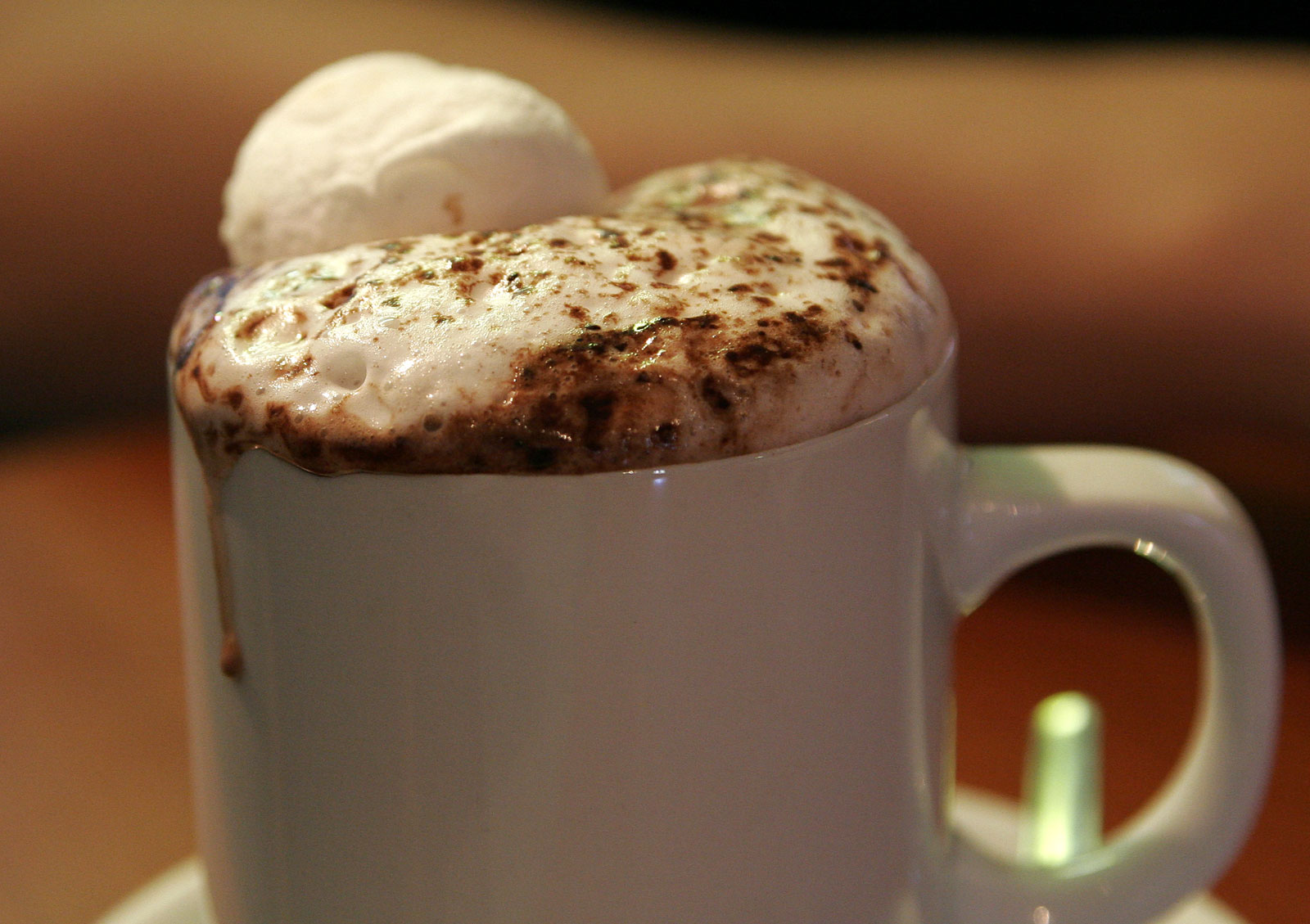
Ordet "choklad" kan ha sitt ursprung i drycken "choklad".

Kakaoträdet har förmodligen odlats i Mellanamerika sedan 600-talet av mayaindianer. De använde bönan som valuta. Det är inte känt hur de sedan upptäckte den komplicerade process som är nödvändig för att kakaofrukten ska förädlas till choklad. Bruket av kakaobönornas frukter förmodar man fanns redan för 2 500 år sedan, då man huvudsakligen tillgodogjorde sig det fruktkött som omger bönorna. Det används bland annat till att framställa drycken xocolatl, som bestod av kakaobönor som rostats och skalats, mortlats till en fet kakaomassa och därefter smaksatt med vanilj, honung, socker och chili, och emellanåt majsmjöl för att få drycken utdrygad. Denna kakaomassa sammanpressades till små bollar som läts torka, varpå de revs och vispades i kallt vatten den första tiden, för att sedan vispas ut i varmt vatten, vilket man fortfarande gör på sina håll i Amerika. Sedan spreds frukten vidare från olmeker, via mayafolket och aztekerna. Till Europa kom kakaobönan 1502 med Christofer Columbus som samma år hade varit den första europé att se en kakaoböna på ön Isla de Guanaja (Isla de Pinos). Dessa tog han med tillbaka till Spanien. Emellertid var de inte uppskattade av landets hov. År 1519 introducerade Hernán Cortés ovan nämnda dryck från hovet av Montezuma där han själv hade smakat drycken.
Under Karl V:s styre etablerades ett spanskt monopol på kakaoimport. Detta monopol bibehölls i 80 år. Spanjorerna började dricka drycken som Cortés medtagit till Spanien, men nu varm och således varm choklad. Under 1600-talet ökade populariteten för kakao i Europa. Kakaon som dryck erövrade på så sätt Europa, via kungahusen och noblessen. Den spreds år 1615 till Frankrike vid vigseln mellan Anna av Österrike och Ludvig XIII av Frankrike. Choklad som livsmedel blev allt mer populärt bland de mer välmående, men var fortfarande obekant för de fattigare invånarna. Vidare spreds kakaon och chokladen till Nederländerna (framförallt Amsterdam blev en stor kakaohamn) och därifrån vidare till Tyskland och norrut till Skandinavien, samt söderut till Italien. Till Storbritannien kom kakaon under mitten av 1600-talet, där chokladhus i London började konkurrera med de etablerade kaffehusen. I chokladhusen drack man chokladdrycker, som ansågs ha såväl afrodisiakiska som hälsofrämjande och stärkande effekter. Sveriges troligen första chokladtillverkning ägde rum i Stockholm i början av 1750-talet.
1756 framställdes choklad maskinellt för första gången någonsin i Paris. Fyra år senare öppnade "Chocolaterie Royale" (Kungliga chokladeriet) som tog bönor från de franska kolonierna, vilka senare kryddades med tahitisk vanilj. 1828 uppfann den nederländske kemisten Coenraad Johannes van Houten en ny press med vilken man kunde utvinna kakaons fett, samt en metod för att neutralisera dess syror. Därigenom kunde han producera nästan rent kakaofett i kakor som kunde malas till pulver för smaksättning. 1847 producerade J. S. Fry & Sons den första chokladkakan någonsin som kunde konsumeras av en större massa, i Bristol i Storbritannien. 1875 uppfann Henri Nestlé torrmjölk och då kom Tobler på att man kunde kombinera kakao med kondenserad mjölk för att få mjölkchoklad. Runt 1895 började The Hershey Company sälja chokladkakor i USA.
Fabrikstillverkning av chokladkakor och praliner började 1872 i Sverige i form av en av Cloettas ångchokladfabriker. 1888 startades Malmö Choklad och konfektfabriks AB som senare bytte namn till Mazetti. 1895 grundades norska Freia, moderbolag till Marabou som grundades 1916. I början på 1990-talet ökade konsumtionen av mörk choklad.

## Kakao

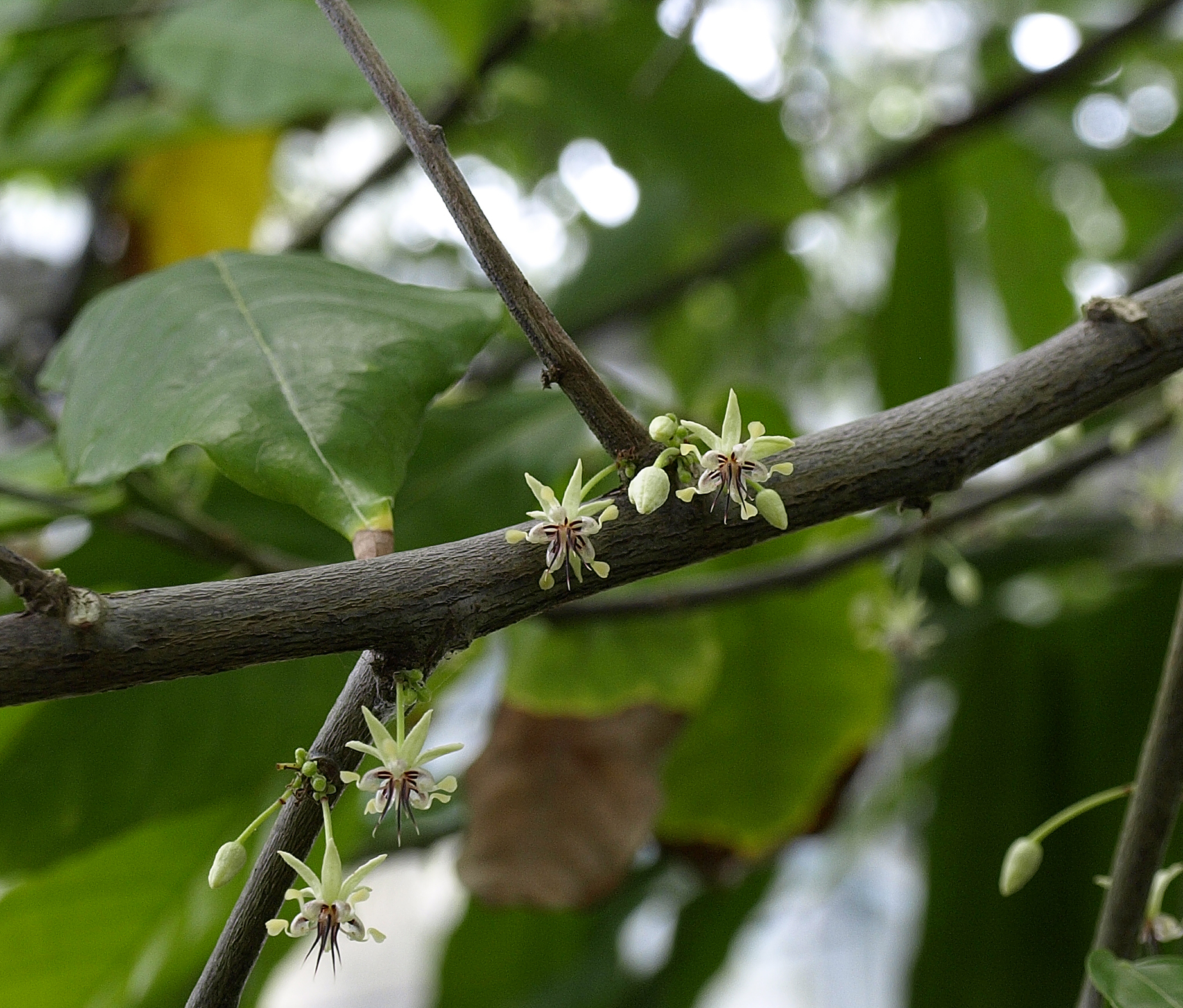
Kakaoträd.

Kakaoträdet (Theobroma cacao) är ett träd i familjen malvaväxter och namngavs av Carl von Linné. Arten är den mest odlade i kakaosläktet, som innehåller 22 olika arter av vilka 10 växer i Amazonas. Även denna art har sitt ursprung i Amazonas samt Orinoco och kräver en temperatur på minst 24°C. Utöver det kräver trädet ett regnigt klimat.
Barken är mörkbrun samt tjocknar för varje år. Trädet blir drygt trettio år i odlingar och upp till femtio år i det vilda, med djupa och utbredande rötter. Vid mellan 400 och 600 meters höjd växer trädet som bäst. Trädet blommar första gången efter tre år för att därefter ha blomning två gånger om året. Blommorna är röda och vita, och bildar en frukt per 1000 blommor. Blomman blir en frukt efter mellan fyra och åtta månader. Frukterna, som till en början är gröna för att sedermera under mognaden övergå till en gul, kopparfärgad till orange färg, växer direkt på stammen eller på äldre grenar, en företeelse som kallas kauliflori. De blir runt 20 centimeter formade som ellipser. Skalet blir ungefär 2 centimeter tjockt, och omhöljer mellan 50 och 60 bönor omgivna av fruktkött.Varje träd producerar ungefär 50 frukter eller 3 till 4 kilo bönor per år, och all hantering är hantverksmässig. Blommorna pollineras bland annat av myggfamiljen svidknott, men även av andra myggor, som tuggar i sig kronbladen.

### Kakaobönor
Det finns tre olika huvudsakliga kakaobönsorter som odlas i kommersiell skala. Dessa tre utgör tillsammans 100 % av den kommersiella produktionen. Sorten criollo står för en mycket liten del av marknaden. Forastero är den mest odlade sorten, med uppåt 90 % av produktionen. Den sista huvudsakliga sorten, trinitario, är en hybrid mellan de två förestående och säljs i relativt små mängder.

#### Criollo

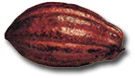
Criollofrukt.

Criollo är en kakaosort med runda och lätt färgade bönor som generellt sett anses vara den finaste sorten. Den är känsligare för sjukdomar och ger en lägre avkastning än de andra. Den odlas huvudsakligen i de länder där den traditionellt odlats ända sedan människan började kultivera den, nämligen i Nicaragua, Guatemala, Mexiko, Venezuela, Madagaskar, Komorerna och Colombia, men även på Trinidad, Jamaica och Grenada. Före fermenteringen varierar färgen från vitt till purpurrött. Bönorna antar efter fermenteringen, som är mycket kort, en lätt brun färg. Bönan används nästan uteslutande tillsammans med olika andra sorter. När den används ensam antar snittytan en rödaktig färg.

#### Forastero

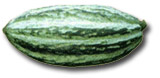
Forasterofrukt.

Forasteron är den mest konsumerade bönan, och är mest härdig samt har en mycket hög avkastning. Bönan, som odlas i länder såsom Ghana, Nigeria, Elfenbenskusten, Brasilien, Costa Rica, Dominikanska republiken och Ecuador, brukar normalt delas upp i två kategorier beroende på om den härstammar från övre (vild eller halvvild variant från Orinocoflodens övre vattensystem) eller nedre (även kallad amelonado) Amazonas. Amelonadon är den mest spridda och odlade varianten i världen, framför allt i Afrika och Brasilien. Färgen är före fermenteringen varierande mellan purpurröd och mörkbrun. När den jäses bildas en syrlig lukt, en svag arom och en bitter smak, vilket som slutprodukt ger en bitter och mörk choklad. Därför används den ofta vid blandning. Forasterosorten "arriba" är dock till skillnad från övriga forasterosorter inte bitter i smaken. Denna sort odlas i Ecuador och dess smakegenskaper och arom anses likvärdig med världens bästa bönor.

#### Trinitario

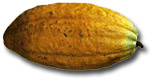
Trinitariofrukt.

Trinitario är en hybrid mellan två ovanstående bönor. Som namnet antyder kommer den från Trinidad där spanjorerna odlade criollo på 1600-talet. Efter en orkan år 1727 förstördes nästan alla plantagerna och man återplanterade med forastero. Kort därpå dök korsningar upp på egen hand mellan forasteron och rester av criollon som överlevt katastrofen, varefter trinitarion fortsatte odlas då den får bättre skördar och är mer resistent än criollon. Den odlas i stort sett i samma områden som criollon odlas. Aromen anses ofta vara bättre än forasterons. Trinitarion utgör cirka 4 procent av världens kakaoproduktion och har ärvt härdigheten från forasteron och smaken från criollon, även om dragen i övrigt mest påminner om forasterons, och den används mest vid blandning.

## Framställning

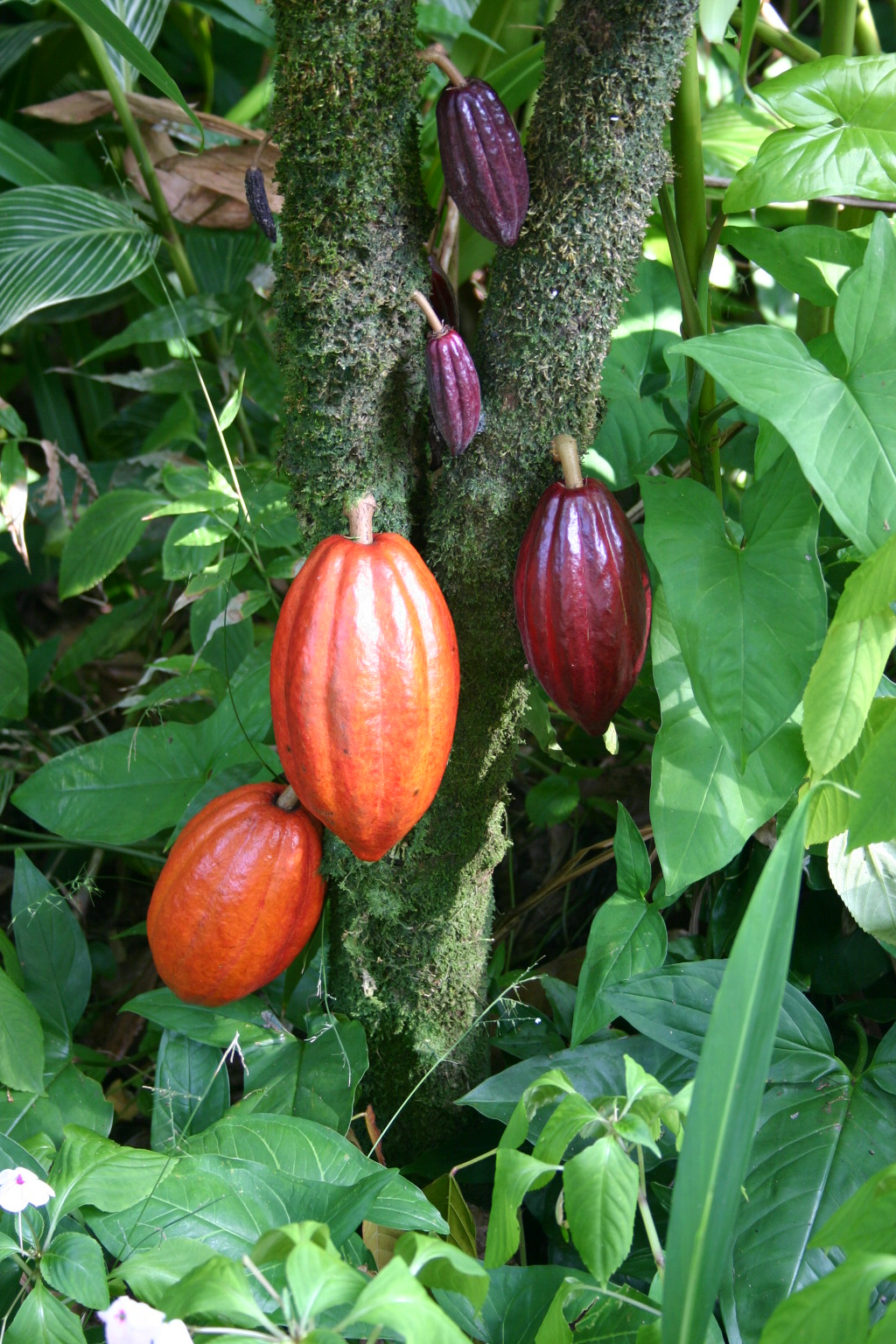
Choklad görs av kakaobönan. Ett kakaoträd med fruktkapslar i olika mognadsstadier.

För ett kilogram choklad krävs mellan 300 och 600 kakaobönor, motsvarande mellan 10 och 20 kakaofrukter. Kakaoträd ger omkring 50 kakaofrukter per år. Drygt två tredjedelar av världens kakao framställs i Västafrika, med 43 % i Elfenbenskusten. Landet producerar 1 250 000 ton bönor om året, varav 977 000 exporteras. Näst efter Elfenbenskusten, sett till odling och export, kommer Ghana, följt av Indonesien. I Elfenbenskusten är barnarbete vanligt för att odla bönorna. Enligt World Cocoa Foundation är runt 50 miljoner människor beroende av kakao som inkomstkälla. Produktionskostnaden kan sänkas genom att reducera mängden kakaopulver eller genom att byta ut kakaosmör mot annat fett. Kakaoodlare protesterar mot att denna slutprodukt skulle få kallas choklad på grund av risken för lägre efterfrågan på deras grödor.
Enligt gällande EU-direktiv får en vara som framställs av kakaovaror och sockerarter benämnas choklad när den består av minst 35 % kakaotorrsubstans, inklusive minst 18 % kakaosmör och minst 14 % fettfri kakaotorrsubstans. Direktivet tillåter tillsats av upp till 5 % vegetabiliska fetter som inte härstammar från kakaobönan. Det gäller dock bara i Danmark, Finland, Irland, Portugal, Storbritannien, Sverige och Österrike. Övriga länder tillåter inte fettet. När det gäller animaliska fetter godkänns enbart de som kommer från mjölk.

### Framställning i olika länder
Den belgiska och schweiziska chokladen är känd för sin höga kvalitet. Schweiz har stor export av choklad, och exporterar stora mängder till Tyskland. Under finanskrisen 2008–2009 fick exporten dock stora problem eftersom Tyskland importerade mindre choklad. Å andra sidan ökade exporten till länder som Belgien, Australien, Förenade arabemiraten, Saudiarabien, Kina och Kuwait. Exempel på märken är Toblerone, Milka och Lindt. Andra länder som är kända för sin choklad är Frankrike (med märken som Michel Cluizel och Valrhona) och Italien (med märken som Amedei) samt Spanien och Tyskland och till viss del USA.

### Ingredienser

#### Kakao

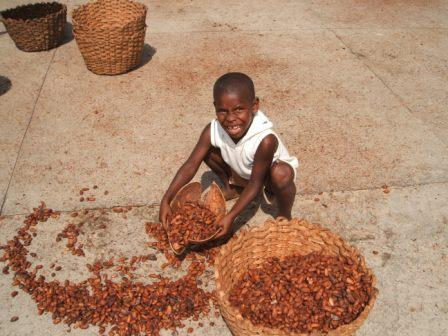
Kakao samlas upp efter att ha torkats i Chuao, Venezuela.

Mellan november och januari samt maj och juli skördas den största delen av frukterna för hand. De avhuggs med en machete och tar, då de måste plockas ner för hand för att nya blommor skall kunna växa, mycket tid att skörda. Därefter fermenteras eller jäses bönan, vilket förstör grodden och gör kärnan porös och brun. Fermenteringen äger rum i ett jäskar alternativt mellan bananblad. Jäsningen sätter igång vid mellan 40 och 50°C. Bönans arom utvecklas, vilket gör den användbar till choklad. Jäsningen medför att den bittersöta smaken försvinner. Alkohol bildas av sockret i frukterna och en jäsning med hjälp av mjölksyra sätter igång. Denna process är av stor betydelse för slutprodukten och är ofta under hård kontroll.
Därnäst torkas bönorna för att förhindra förstöring under transport och lagring. Efter att torkningen är klar består bönorna till ungefär 60 % av vatten. Man breder ut bönorna i upp till tio centimeter tjocka lager på mattor där de får soltorka under en dryg tvåveckorsperiod. Emellanåt används ved eller varmluft som hjälpmedel vid torkningen, vilket dock kan lämna bismaker. Efter torkningen tas fruktkötts- och skaldelsrester bort, varpå de förpackas i säckar och påbörjar transporten till påföljande delar av processen.

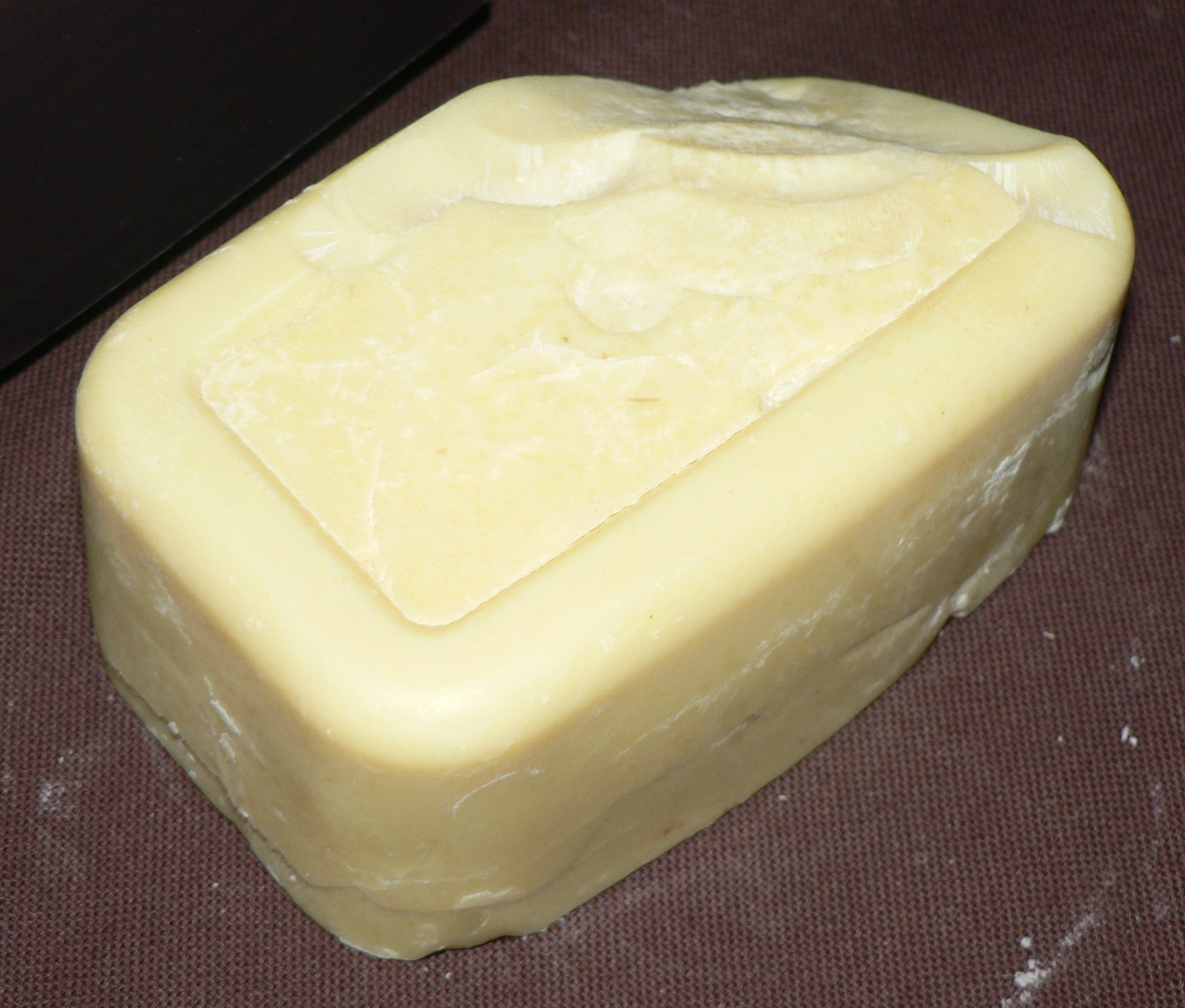
Kakaosmör.

Bönorna genomgår en rostning som fortgår i mellan 10 och 30 minuter vid ungefär 100 °C. Denna process är en av de viktigare vid framställningen av choklad på grund av dess betydelse för smaken. Processen medför att aromämnen frigörs från bönorna, skalen lossnar från dem, och fuktigheten minskar. Därefter krossas bönorna och skal och groddar sugs bort, i ett särskilt rensverk. Bönorna mals sedan till en kakaomassa i speciella kakaokvarnar eller valsverk. Värme utvecklas från bönorna under malningsprocessen, och bönorna innehåller mellan 50 och 55 % fett. Det medför att kakaomassan blir tjockflytande, och den rinner ut ur kvarnarna. Emellanåt lagras massan i behållare, men ofta förs den vidare direkt till pressare eller blandare. I pressarna, som är hydrauliska, pressas hälften av fettet bort och kvar är mellan 20 och 25 % fett. I pressarna är trycket runt 500 kg/cm². I pressen ligger den så kallade presskakan kvar. Det är denna kaka, ungefär 5 centimeter tjock, som står till grund för kakaopulvret. Efter att man tagit ut kakan från pressen kyls, krossas, finmals och siktas den flera gånger om. Smaken kontrolleras noga i laboratorier tillsammans med smak, fetthalt och kornighet. Därefter förpackas pulvret, som kan bestå till mellan 10 och 12 % eller 20 och 22 % av kakaosmör, beroende på om det anses ha låg eller hög fetthalt.
Ur pressarna skiljs en del av kakaosmöret från kakaopulvret. Smaken i detta smör är frän och man kan likna doften vid kakaobönorna innan rostningsprocessen. Därför processar man smöret vid en speciell process där det först filtreras noggrant, sedan förångas det med ånga mellan 150 och 200°C, under vakuum. Det medför att de fräna smakämnena försvinner med ångan. Detta smör gör att chokladen smälter vid en bra temperatur, vilket gör att den är fast vid rumstemperatur men smälter i munnen. Det gör även att chokladen kan brytas och hålla längre.

#### Övriga ingredienser
De flesta sorters choklad innehåller sackaros från sockerbetor eller sockerrör, mjölkpulver (som är essentiellt i vit choklad) som kan ha låg eller hög fetthalt, spray- eller valstorkat samt innehålla mjölksmulor (som tillverkas genom en speciell process där kondenserad mjölk blandas med socker efter att mjölken torkats, vilket ger en karamellaktig smak), sojalecitin som består till mellan 0 och 0,5 % lecitin och som är det enda tillåtna emulgeringsmedlet, och som gör att vatten och olja kan blandas samt att kakaosmöret kan binda socker, mjölkpulver och annat torrt material. Den innehåller ofta även vanilj och/eller vanillin som är den vanligast förekommande aromen.

### Choklad
Det första steget vid framställning av själva chokladen är att blanda socker, kakaomassa och kakaosmör. Det ger mörk choklad, som vid tillsättning av mjölkpulver ger mjölkchoklad. Vit choklad innehåller ingen kakaomassa, utan socker, kakaosmör och mjölkpulver. Denna blandning ger en deg, som valsas mellan valsar. Det görs för att man inte skall kunna känna några korn när man äter chokladen samt att degen skall pulveriseras fint. Därefter genomgår chokladen så kallad conchning. Under 12 till 48 timmar, hos vissa lyxchoklads-tillverkare som Valrhona upp till 60 timmar, av intensiv mekanisk behandling utsätts pulvret för värme. Detta medför att pulvrets fukt ökar i volym, aromer utvecklas, på grund av kontakten mellan socker och kakaosmör, och sura smaker försvinner, samt att chokladen blir flytande. Conchningen består av två steg, så kallad torrconchning och flytande conchning. Vid torrconchningen fördelas aromämnena och pulvret blir trögflytande, och vid den flytande conchningen tillsätts resten av kakaosmöret. Då är chokladen flytande, varpå den tempereras och gjuts.
Tempereringen görs för att rätta egenskaper skall erhållas. Det är enbart fettet som påverkas av denna del. Chokladen kyls ner och förkristalliseras. Det gör att den stelnar på rätt sätt. Temperaturen sänks gradvis från 40 till 33°C, varefter kristallerna uppbyggs. Tempereringen bidrar till att chokladen glänser, förändrar färgen, ökar hårdheten men även den smältande förmågan, samt dess förmåga att släppa från formarna. Det är dock viktigt att denna process görs på rätt sätt. En felaktig temperering kan erhålla egenskaper som gråaktig choklad, grynig struktur, låg smältpunkt och att den fastnar i formen. Vid processen bildas fem olika sorters kristaller; alfa-, gamma-, och betakristaller samt beta2- och primkristaller. Efter processen kyls den i en speciell kylbana på cirka sju minuter som gör att massan stelnar utan att bli grå.

## Chokladsorter

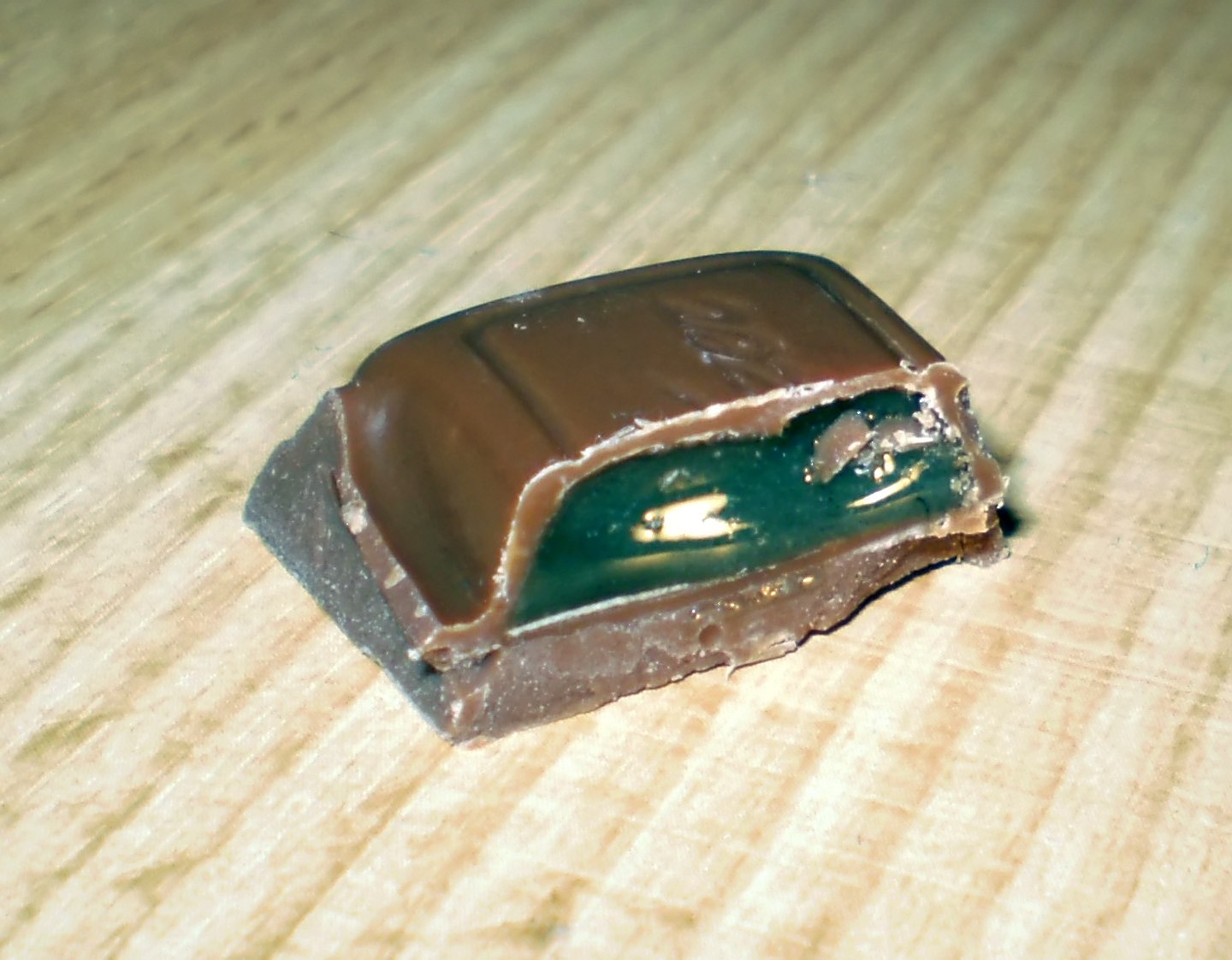
En halv mjölkchokladruta med salmiakfyllning, tillverkad av Fazer under namnet Salmiakki.

Det finns flera olika chokladsorter som kan definieras utifrån varans innehåll. Inom Europeiska unionen regleras försäljningsnamn och definitioner enligt Europaparlamentets och rådets direktiv 2000/36/EG av den 23 juni 2000 om kakao- och chokladvaror avsedda som livsmedel. Enligt svenska Livsmedelsverkets föreskrifter om kakao- och chokladvaror är mörk choklad (enligt finsk lagstiftning också kallad choklad) en produkt framställd av kakaovaror och socker som innehåller minst 35 procent kakaotorrsubstans. Mjölkchoklad är en vara som innehåller utöver kakaovaror och socker även mjölk eller mjölkprodukter. Varan ska innehålla minst 25 procent kakaotorrsubstans och minst 14 procent mjölktorrsubstans. Ljus mjölkchoklad liknar mjölkchoklad men innehåller minst 20 procent kakaotorrsubstans och minst 20 procent mjölktorrsubstans. Vit choklad innehåller kakaosmör, mjölk eller mjölkprodukter och socker. Den ska innehålla minst 20 procent kakaosmör och minst 14 procent mjölktorrsubstans. Chocolate a la taza och Chocolate familiar a la taza är båda varor som består av kakaovaror, socker och mjöl eller stärkelse. Båda ska innehålla minst 18 procent mjöl eller stärkelse medan den förra ska innehålla minst 35 procent kakaotorrsubstans och den senare minst 30 procent kakaotorrsubstans. Fylldchoklad och chokladpraliner är båda produkter som till vikten består av minst 25 procent mörk choklad, mjölkchoklad, ljus mjölkchoklad eller vit choklad. Uteslutna från beteckningen fylld choklad är dock varor vars inre del består av kex, bageri- eller konditorivaror eller glass. Chokladpraliner ska vara i munbitsstorlek. Rosa choklad lanserades september 2017 och görs på rubinröda kakaobönor. Den finns inte med i Livsmedelsverkets föreskrifter om kakao- och chokladvaror.

### Mörk choklad

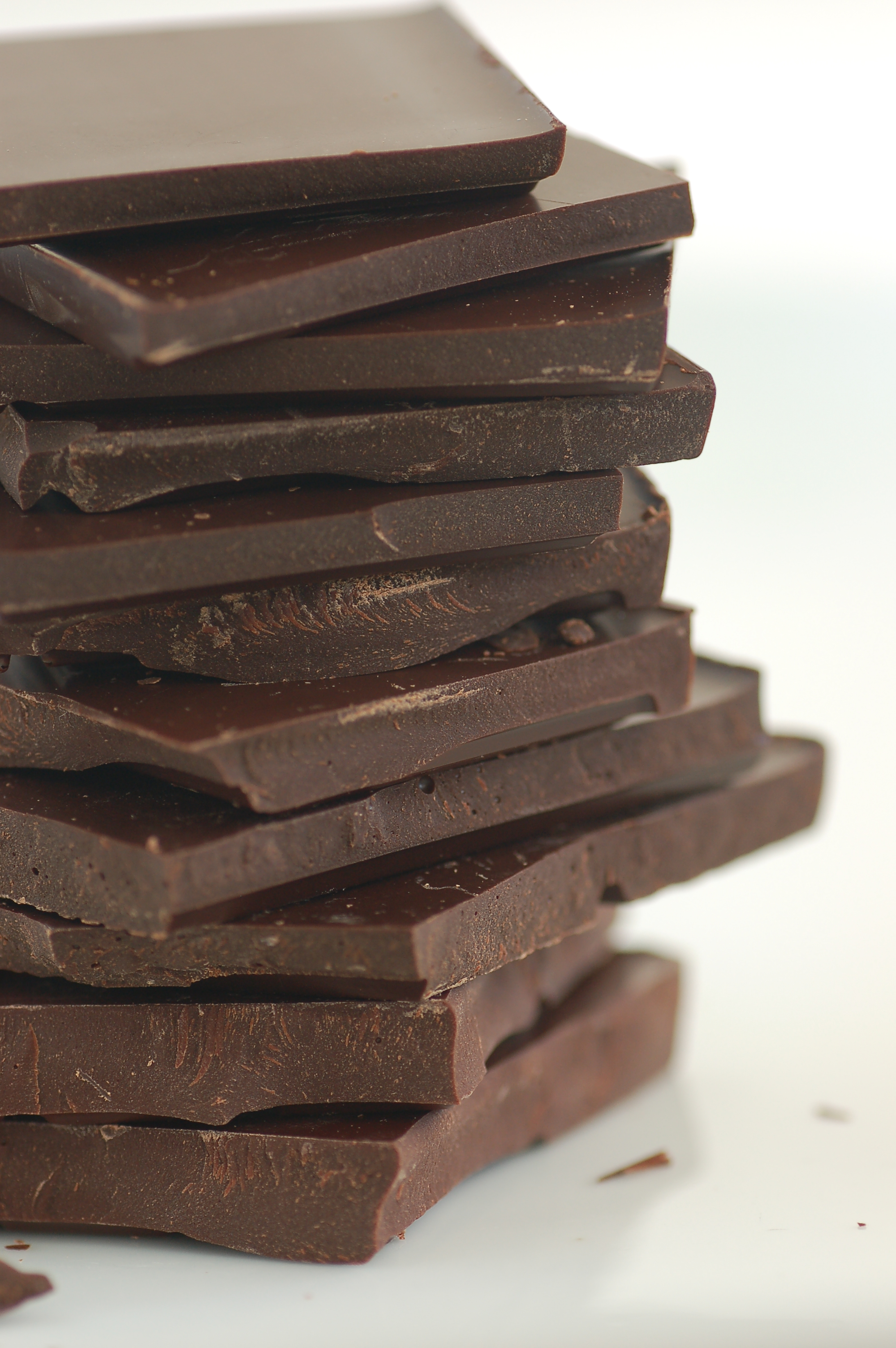
En hög med mörk choklad.

Mörk choklad görs genom att lägga till fett och socker till kakaoblandningen. USA:s federala statsmakt kallar sådan choklad "söt choklad" vilken kräver minst 15 % koncentrat av kakaomassa. Europeiska regler kräver minst 43 % kakaomassa, inklusive minst 26 % kakaosmör. Mörk choklad, med dess höga kakaohalt, är en rik epicatechin- och gallussyrakälla, vilket tros besitta hjärtskyddande egenskaper. Mörk choklad har även sagts reducera sannolikheten att få en hjärtattack när den konsumeras i små mängder. Den mörka chokladen är oftast populärare bland äldre än yngre eftersom den har beskare smak.
Upp till 99-procentig choklad görs av bland annat Valrhona och italienska Vannucci. Dessa smakhalter fordrar normalt successiv tillvänjning. Dock är det svårt att få chokladkakor innehållande 99 % kakao att behålla konsistensen, eftersom choklad behöver en viss mängd fett. Därför används kakaomassa och kakaopulver med mycket kakaosmör. På grund av den höga kakaohalten är smaken väldigt stark. På förpackningen till Lindts mörka choklad med 99 % kakaohalt varnas man om den höga kakaohalten. Mörk choklad är ett av de livsmedel som innehåller mest antioxidanter och om den konsumeras i rimliga mängder minskar den risken för hjärt- och kärlsjukdomar. Halvmörk choklad är mörk choklad med en låg sockerhalt. Besksöt choklad är kakaomassa där en del socker (vanligtvis en tredjedel), mer kakaosmör, vanilj och ibland lecitin har tillsatts. Den har lägre sockerhalt och mer massa än halvsöt choklad, men de två är bytbara vid bakning. Osötad choklad är ren kakaomassa, även känd som bitter- eller bakchoklad.

### Mjölkchoklad
Mjölkchoklad och ljus mjölkchoklad båda görs på kakaovaror, socker och mjölk eller mjölkprodukter. Det är mjölkprodukterna som ger chokladen sin karaktär.

### Vit choklad
Vit choklad är en variant av choklad där endast fettet från kakaobönan har använts, men inte själva kakaomassan. I övrigt tillverkas den precis som brun choklad och resultatet är en nästan vit choklad. Den smaksätts ofta med vanilj, eftersom kakaosmöret i sig är nästan smak- och luktlöst. Vit choklad görs på en blandning av socker, kakaosmör och mjölkpulver. Även om dess konsistens liknar mjölk- och mörk choklad innehåller den inte något kakaopulver eller någon kakaomassa. Därför anser många länder inte att vit choklad är choklad över huvud taget. Eftersom vit choklad inte innehåller något kakaopulver och därmed inget teobromin, kan djur äta chokladen. Vit choklad som inte har så hög kvalitet är ibland smaksatt med vanillin. Vit choklad är mycket värmekänslig på grund av den höga mängden kakaosmör och smörfett.

### Blockchoklad/bakchoklad
Det som förr i Sverige gick under benämningen blockchoklad anses enligt ett EU-direktiv inte längre berättigat till namnet choklad på grund av att den ej uppnår den chokladhalt som direktivet föreskriver. I stället för att öka chokladhalten till föreskriven nivå, har man i Sverige behållit det gamla receptet och strukit choklad ur namnet så att den nuförtiden heter block. I block har man helt eller delvis ersatt kakaosmör med vegetabiliskt fett, vilket är ytterligare en anledning att det inte får kallas choklad. Det finns numera även blockchoklad av varierande kvalitet som uppfyller EU:s regler för att få kallas choklad, dessa går ofta under namnet bakchoklad eller bak- och dessertchoklad. Bakchoklad lämpar sig speciellt för bakning och smältning, till skillnad mot konfektyrchoklad som i vissa fall kan förstöras när den upphettas.

## Användning
| Nr | Land      | Mängd       |
| -- | --------- | ----------- |
| 1  | Schweiz   | 10,14 kg/år |
| 2  | Österrike | 9,13 kg/år  |
| 3  | Irland    | 8,83 kg/år  |
| 4  | Tyskland  | 8,18 kg/år  |
| 5  | Norge     | 8,13 kg/år  |

16 av de 20 största chokladkonsumerande länderna ligger i Europa. Genomsnittet inom Europa ligger på 5,7 kilogram per person och år, men skiljer mycket i olika delar. Schweiz och Österrike konsumerar uppåt 10 kilogram per person och år, medan länder i Sydeuropa ligger långt lägre. 2001 konsumerade amerikaner knappt 1,36 miljarder kilogram choklad, eller 13,1 miljarder amerikanska dollar. Det var nästan dubbelt så mycket godis som inte innehöll choklad som uppgick till 7,6 miljarder amerikanska dollar.
40 % av all världens sötmandlar och 20 % av alla jordnötter används inom chokladindustrin. Chokladen äts antingen fast eller blandad med vatten eller mjölk till chokladdryck, ibland serverad med grädde eller andra mjölkprodukter. O’boy är ett exempel på en chokladdryck som även serveras kall. Fast förekommer choklad i många olika former; tabletter, pastiller, praliner, chokladcigaretter, emellanåt med fyllningar som kräm, marsipan eller likör. Chokladtryfflar är en sorts konfekt som ofta görs på ganache och som består av choklad, grädde, smör, socker och någon smaksättare. Chokladpraliner innehåller ofta också ganache eller liknande krämer och pudras med kakao eller doppas i smält choklad.
Chokladfondue, som lanserades 1966, är benämningen på smält choklad med tilltugg. Oftast har man en skål som står över ett ljus eller annan värmekälla. Man kan tillsätta grädde för konsistensens skull. Tilltuggen doppas med spett i chokladen. Vanliga tilltugg är jordgubbar, vindruvor, torkade aprikoser, päron, russin, nötter, torkad banan, färsk banan, torkad chili, torkad papaya, färsk papaya, ost i milda smaker, mango, pepparkakor, havrekex, kakor, brownies med mera. Chokladkakan är ett stycke rektangulärt choklad som ofta är uppdelat i mindre brytbara rutor. Chokladbollen består av kakao, havregryn, socker och smör samt ofta även kaffe, som rullas i pärlsocker eller kokosflingor. Chokladhjul är en vanlig företeelse på nöjesparker.

## Choklad och hälsa
I Nordamerika användes choklad för medicinska syften från och med 1500-talet till 1700- och 1800-talet. I dryckform troddes den bota sjuka och blev homeopatiskt förordnad för att förebygga sjukdom. Detta användningsområde har idag återfått viss popularitet i form av mörk choklad som ska motverka hjärtsjukdomar. I Nordisk familjebok menar författaren att man för medicinska ändamål blandade kakaomassa med ämnen som hemoglobin, närsalt och ricinolja.
En studie från Harvard University visar att moderat konsumtion av choklad förlänger livet. Samma studie visade att dödligheten för de som förtärde choklad mer än tre gånger i veckan var högre, men som högst var dödligheten för de som aldrig åt choklad. Kakao och choklad innehåller många mineraler, såsom magnesium och järn. Choklad är även en energikälla, vilket har utnyttjats av soldater under krig i form av militärchoklad, som delas ut till alla militärer i USA som en katastrofranson såväl som moralhöjare. 40 gram choklad innehåller lika mycket fenoler som ett glas rött vin. Antioxidanterna har bevisats motverka risken för cancer eller hjärtsjukdomar.
Ett överintag av choklad har visats kunna resultera i övervikt samt leda till diabetes. Stearinsyran har i vissa studier ansetts kunna leda till blodproppar. Choklad är beroendeframkallande, och har visats påverka samma delar av hjärnan som påverkas vid drogberoende. Detta är dock osäkert, och man vet inte än om beroende är en sensorisk eller farmakologisk effekt.
Det finns inga studier som har bevisat att choklad påverkar akne. Det är även osäkert huruvida chokladintag ökar fetmarisken. I USA, där chokladintaget är mindre än hälften av det i Schweiz, är fetma vanligt. I Finland är chokladintaget mindre än 3,5 kg/år per capita, men ändå är fetma och kranskärlssjukdomar vanligt. Andra godissorter har en högre inverkan på tänderna än choklad, då chokladen innehåller en antibakteriell agent som hämmar plack. Ett högt intag av choklad är dock dåligt för tänderna.
Choklad innehåller alkaloider som teobromin och fenetylamin, vilka har en del fysiologiska effekter på människor, men teobrominet gör att choklad är giftigt för en del djur, såsom hundar och katter.

### Choklad och depression
Depression kan delas in i olika grupper. En grupp som choklad påverkar extra mycket är så kallad årstidsbunden depression. Denna depression består i att monoaminerna i hjärnan påverkas av biologiska rytmer, som möjligtvis även påverkas av brist på ljus. Under sådana här depressioner ökar sömnbehovet, och kolhydratssuget ökar. Detta innefattar även suget efter choklad. Mellan 3 och 5 % av Sveriges befolkning uppfyller symptomen för depressionen. Även om det konstaterats att deprimerade personer äter mer choklad, har man inte kommit fram till någon anledning till. Det skulle kunna bero på att chokladen används som en alternativ medicin mot depressionen, men även omvänt, att en hög chokladkonsumtion bidrar till depressionen.

## Klimatpåverkan
Godis och chips har visat sig vara dåliga för miljön, och allra värst är skumgodis följt av gelégodis och mjölkchoklad. Mjölkchoklad har tre gånger så stor klimatpåverkan som mörk choklad. Detta enligt en studie av SIK (Institutet för Livsmedel och Bioteknik) på uppdrag av Livsmedelsverket.

## Kulturella referenser
Theobroma är fritt översatt gudarnas föda, det namn som Linné gav till växtsläktet där bland annat kakao (Theobroma cacao) ingår. Choklad kallas därför ofta gudarnas föda.

### Högtider och lov

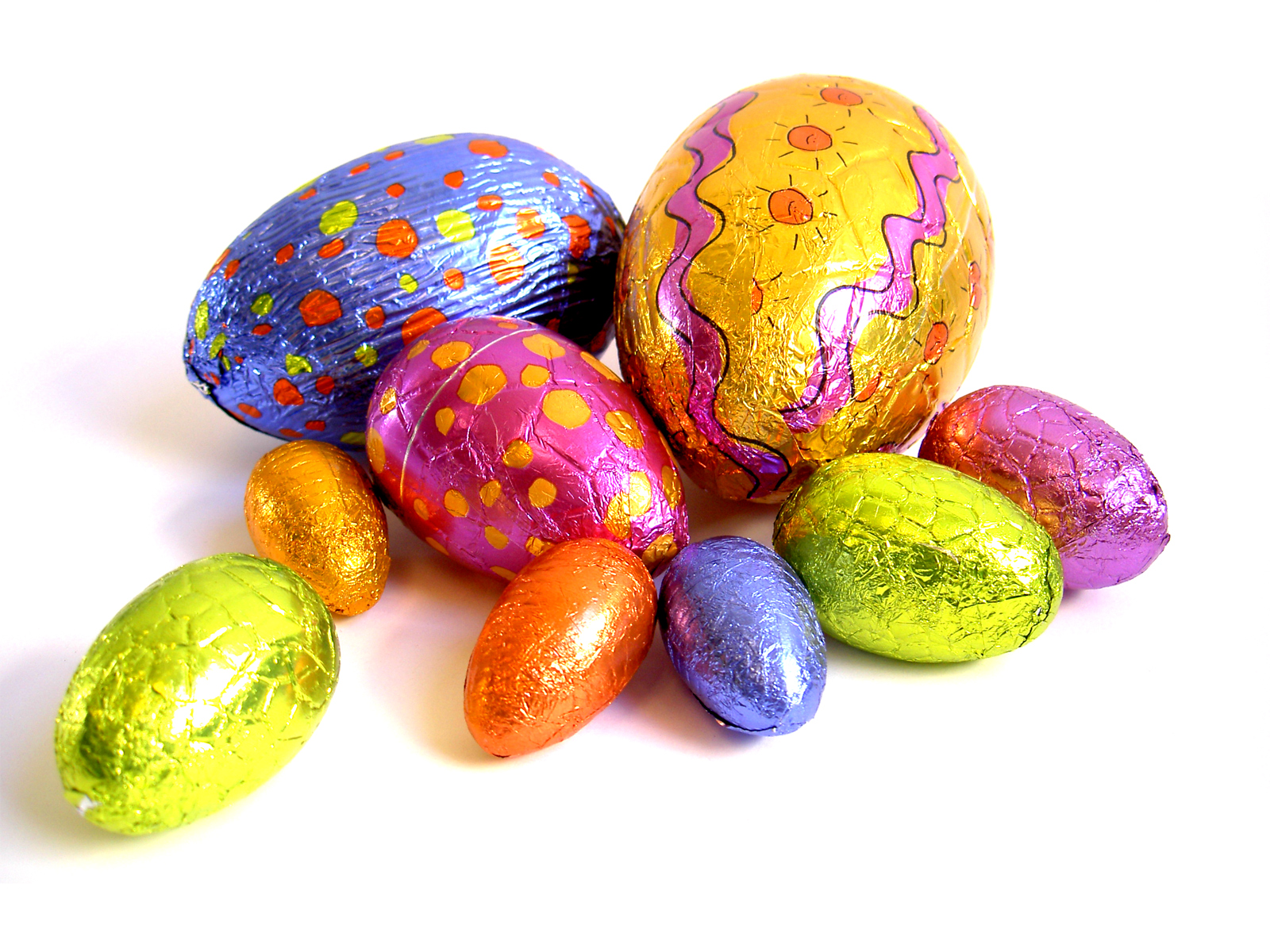
Påskägg av endast choklad omhöljda av aluminiumfolie.

Under vintern konsumeras den största delen av chokladen. I Sverige uppmärksammas chokladens dag den 11 november.
Vid olika högtider konsumeras också mer choklad. Vid påsk är påskägg av choklad eller annat påskgodis av choklad vanligt. Vid påskfirandet är det en vanlig sed att man gömmer påskägg för att personer, ofta barn, skall hitta dem. Ofta är de gjorda av kartong, dekorerade med bilder och fyllda med chokladgodis. Utöver dessa finns även ägg av choklad som är inslagna i färgad  aluminiumfolie.
Även till jul äter man choklad. Ofta äts exempelvis chokladtryfflar eller liknande konfekt. Varje år säljer Marabou i Sverige 3,8 miljoner chokladaskar i form av Aladdin och Paradis, av vilka 75 % säljs under julen. Enligt en undersökning ansågs dessa chokladaskar vara viktigare under julen än tomten och Jesu födelse, och precis slagen av julsillen. Dessa chokladaskar har i engelskan gett upphov till en konststil som kallas "chocolate box art". Choklad är även vanligt till alla hjärtans dag eller chokladens dag som dagen även kallas i Japan. Det namnet introducerades av Japans choklad- och kakaoorganisation när man hade börjat ge choklad i presenter till varandra under denna dag.
I Japan firas den 14 mars, en månad efter alla hjärtans dag, Vita dagen då män ska ge godis, ofta vit choklad, som svar till de presenter de fick på alla hjärtans dag. Denna choklad kallas girichoko, ungefär pliktchoklad.

### Böcker och filmer

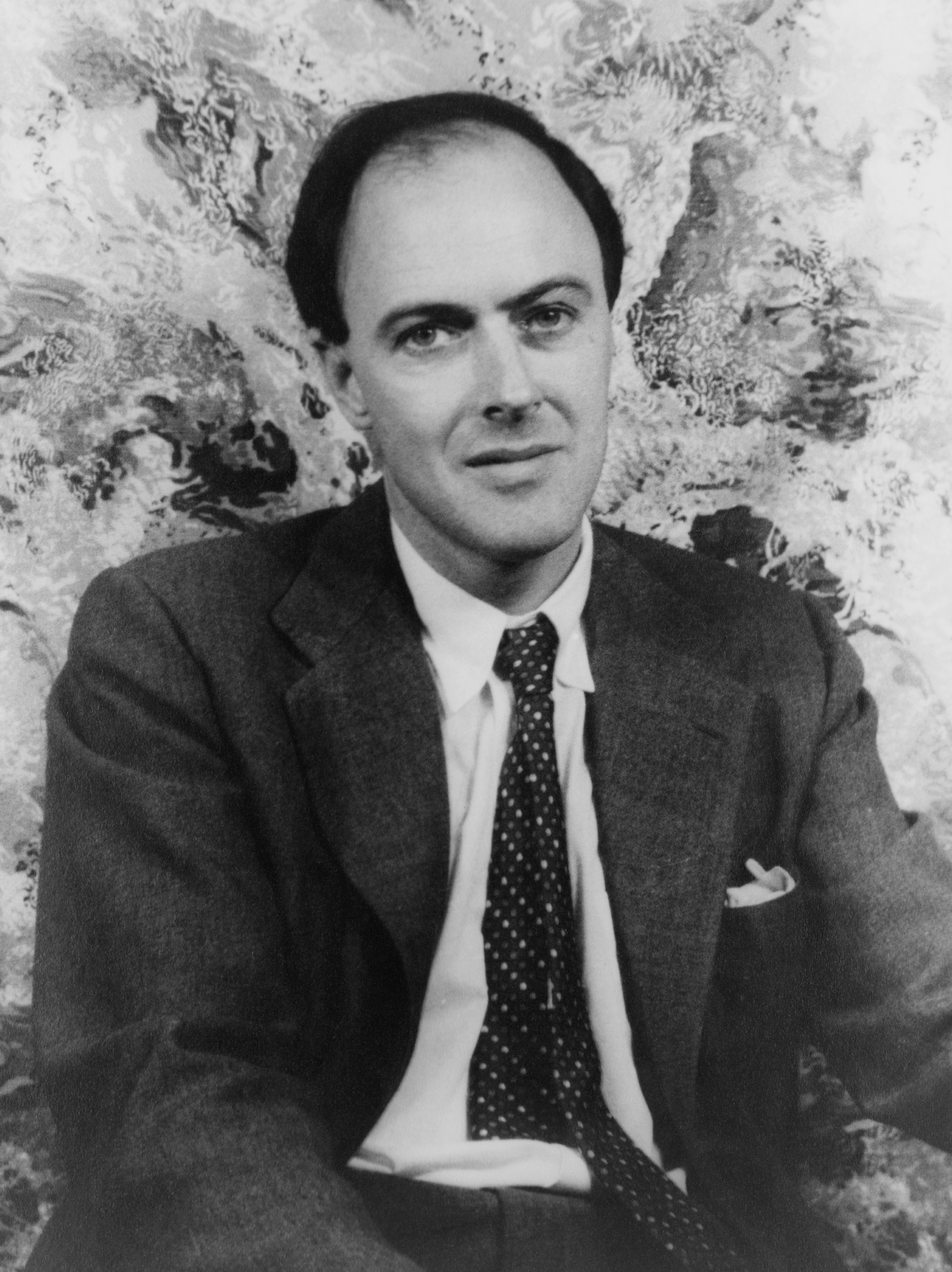
Roald Dahl.

Choklad har varit centralt i flera böcker och filmupptagningar. 1964 publicerade Roald Dahl boken Kalle och chokladfabriken. Boken kretsar kring en fattig pojke, Kalle Spann, som besöker världens största chokladfabrik, ägd av Willy Wonka. Två kända filmupptagningar har gjorts, den första i form av Willy Wonka och chokladfabriken som har uppnått kultfilmsstatus. 34 år senare utkom nästa filmupptagning, kallad Kalle och chokladfabriken. Filmen blev kritikerrosad och var en av de filmer som fick in mest pengar brutto det året, med över 470 miljoner intjänade amerikanska dollar över hela världen. Kalle och chokladfabriken nominerades vid Oscarsgalan 2005 för bästa kostymdesign för Gabriella Pesucci.
Kärlek het som chili (Como agua para chocolate) är en romantisk film från 1992 baserad på författaren Laura Esquivels bok från 1989. Handlingen inkluderar magisk realism med det mexikanska köket och titeln är tvetydig på det ursprungliga språket (spanska) då den både syftar på ett recept på varm choklad och till ett idiom som är en metafor för sexuell upphetsning. Filmen fick 11 Ariel Awards. Från filmen Forrest Gump från 1994 kommer det engelska citatet "Life is like a box of chocolates. You never know what you're gonna get." Citatet utsågs av American Film Institute till det fyrtionde bästa citatet från en amerikansk film.
Romanen Chocolat från 1999 av Joanne Harris berättar om Vianne Rochers historia, en ung mor vars sötsaker förändrar livet för invånarna i byn. 2000 gjordes en film med samma namn, vilken också blev framgångsrik med över 150 miljoner intjänade amerikanska dollar brutto, och fick både Oscar- och Golden Globe Awardnomingeringar för bästa film, bästa kvinnliga huvudroll och bästa filmmusik.